# 鲁道夫·刘易斯
鲁道夫·刘易斯（英語：Rudolph Lewis，1887年7月12日—1933年10月29日），南非男子自行车运动员。他曾代表南非参加1912年夏季奥林匹克运动会自行车比赛，获得男子个人计时赛金牌。